# Jürgen Harksen
Jürgen Harksen (verheiratet Smith; * 30. Dezember 1960 in Flensburg; † 19. März 2024 in Palma, Spanien) war ein deutscher verurteilter Finanzbetrüger und Autor.

## Leben
Jürgen Harksen wurde als Sohn eines Flensburger Vertreters und einer dänischen Friseurin geboren. Er hatte zwei ältere Brüder und eine jüngere Schwester. Sein Vater war Alkoholiker und seine Mutter psychisch krank. Harksen machte die mittlere Reife in einem dänischen Internat. Sein Vater starb, als er 17 Jahre alt war; die Mutter sechs Jahre später.
Harksen beging mehrere Betrügereien in Dänemark, wurde dafür verurteilt und des Landes verwiesen. Nachdem er 1986 nach Hamburg gezogen war, verlegte er sich 1987 darauf, Geldanleger unter Vorspiegelung einer Rendite von bis zu 1300 Prozent zu Beteiligungen an nicht existierenden Investmentunternehmen zu veranlassen. Nach dem Schneeballsystem zahlte er den ersten Kleinanlegern Renditen aus, sodass wohlhabende Hanseaten auf ihn aufmerksam wurden. Der Sänger Udo Lindenberg legte 100.000 DM bei ihm an, bekam aber über Nacht Zweifel und erhielt sein Geld zurück. Dieter Bohlen erwähnt Harksen in seiner Biografie und beziffert die verlorene Summe auf drei Millionen DM. Harksen bestritt dies jedoch und bekräftigte, er habe Bohlen das Geld nebst einer Abfindung von 600.000 Mark zurückgegeben.
Laut Urteil des Landgerichts Hamburg vom 11. April 2003 hat Harksen durch Vorspiegelung tatsächlich nicht bestehender Investmentanlagen von etwa dreihundert Geschädigten in den Jahren 1987 bis 1992 insgesamt mindestens 150 Millionen DM betrügerisch erlangt und bis auf Rückzahlungen in einer Größenordnung bis zu 50 Millionen DM überwiegend für seinen äußerst luxuriösen Lebensstil verbraucht.
1993 floh Harksen mit seiner Familie nach Kapstadt, Südafrika, um sich Gläubigern zu entziehen und einer bevorstehenden Verhaftung zu entgehen. Auch von dort aus akquirierte er neue potenzielle Anleger und schaffte es, die alten weiterhin zu vertrösten, indem er sie zu sich nach Kapstadt einlud, aufwändige Feste feierte und angeblich seriösen weiteren Anlegern und Finanzprüfern vorstellte. Dabei bescheinigte ihm ein Wirtschaftsprüfer ein Vermögen von mindestens 1 Milliarde DM und unterstützte Harksen auch darüber hinaus. Das Landgericht Hamburg (Urteil vom 11. April 2003, 620 KLs 8/99) verurteilte den Wirtschaftsprüfer deshalb wegen Betrugs und versuchter Strafvereitelung zu zwei Jahren Freiheitsstrafe auf Bewährung. Er stand zusammen mit Jürgen Harksen vor Gericht. Südafrika hatte ihn nach jahrelangen juristischen Auseinandersetzungen am 30. Oktober 2002 nach Deutschland ausgeliefert.
Bis dahin hatte Harksen mit unverminderter Energie versucht, die Geschädigten von Maßnahmen gegen ihn abzuhalten, und es im Übrigen verstanden, das bereits Ende 1993 eingeleitete Auslieferungsverfahren mit erheblichem Aufwand an juristischen Beratern in die Länge zu ziehen. Deshalb konnte er wegen teilweiser Verjährung, aber auch wegen eines entsprechenden Vorbehalts der südafrikanischen Behörden bei der Auslieferung letztlich nur noch wegen eines Schadens von rund 30 Millionen DM belangt werden, den Jürgen Harksen drei Hamburger Anlegern zugefügt hatte. Das Landgericht Hamburg verhängte dafür wegen Betrugs in 52 Fällen sechs Jahre und neun Monate Freiheitsstrafe. Ehefrau Jeanette erhielt wegen Beihilfe zwei Jahre auf Bewährung.
Harksen wurde Anfang 2005 aus der Justizvollzugsanstalt Fuhlsbüttel in den offenen Strafvollzug der Justizvollzugsanstalt Glasmoor verlegt. Von dort aus arbeitete er ab September 2005 im Freigang als Koch in einem Restaurant. Im Zusammenhang mit der Veröffentlichung seiner Memoiren Wie ich den Reichen ihr Geld abnahm und ihrem Vorabdruck in der Bild-Zeitung wurde er, nachdem im Januar 2006 eine vorzeitige Haftentlassung auf Bewährung vom Oberlandesgericht abgelehnt worden war, im Februar 2006 in den geschlossenen Vollzug zurückverlegt. Auf Intervention seines Rechtsbeistandes kam er jedoch schon am Folgetag wieder in den offenen Vollzug zurück. Nach Verbüßung seiner Strafe wurde er am 12. Februar 2008 aus der Haft entlassen.
Mit seiner zweiten Frau Claudia Smith, deren Namen er bei der Eheschließung annahm, und seinen drei Söhnen lebte er noch etwa ein Jahr in Hamburg und übersiedelte dann mit ihnen nach Mallorca, wo er sich im Weinhandel betätigte.
In dem Dokumentarfilm Die Hochstapler aus dem Jahr 2007 von Alexander Adolph gab Harksen ein ausführliches Interview zu seinen Straftaten. Dieter Wedel ließ sich durch den Fall zu dem zweiteiligen Fernsehfilm Gier inspirieren, der im Januar 2010 ausgestrahlt wurde. Die Rolle des Betrügers spielt Ulrich Tukur.
Am 8. September 2015 wurde Harksen vom Landgericht Hamburg erneut wegen Betruges (Tatzeit 2010) zu einem Jahr und drei Monaten Freiheitsstrafe auf Bewährung verurteilt. Er hatte eingeräumt, einem deutschen Unternehmer falsche Hoffnungen auf die Adoption eines Jungen aus Südafrika gemacht und in diesem Zuge hohe Geldbeträge erhalten zu haben. Der Schaden von 121.000 Euro soll beglichen worden sein. 2016 geriet er in Verdacht, einen falschen Zeugen für einen Strafprozess vermittelt zu haben, der gegen Zahlung von 200.000 Euro mit einer Falschaussage einen Freispruch für die dort Angeklagte erwirken sollte.
Später betrieb er auf Mallorca zwei Nobel-Restaurants, das „Nuri“ und das „Numi“. Beide wurden 2022 geschlossen.
Jürgen Harksen starb am 19. März 2024 in einem Krankenhaus in Palma im Alter von 63 Jahren.

## Werke
- mit Ulf Mailänder: Wie ich den Reichen ihr Geld abnahm: Die Karriere eines Hochstaplers. Scherz Verlag, Frankfurt am Main 2006, ISBN 3-502-15011-7.